# Список Penthouse Pets

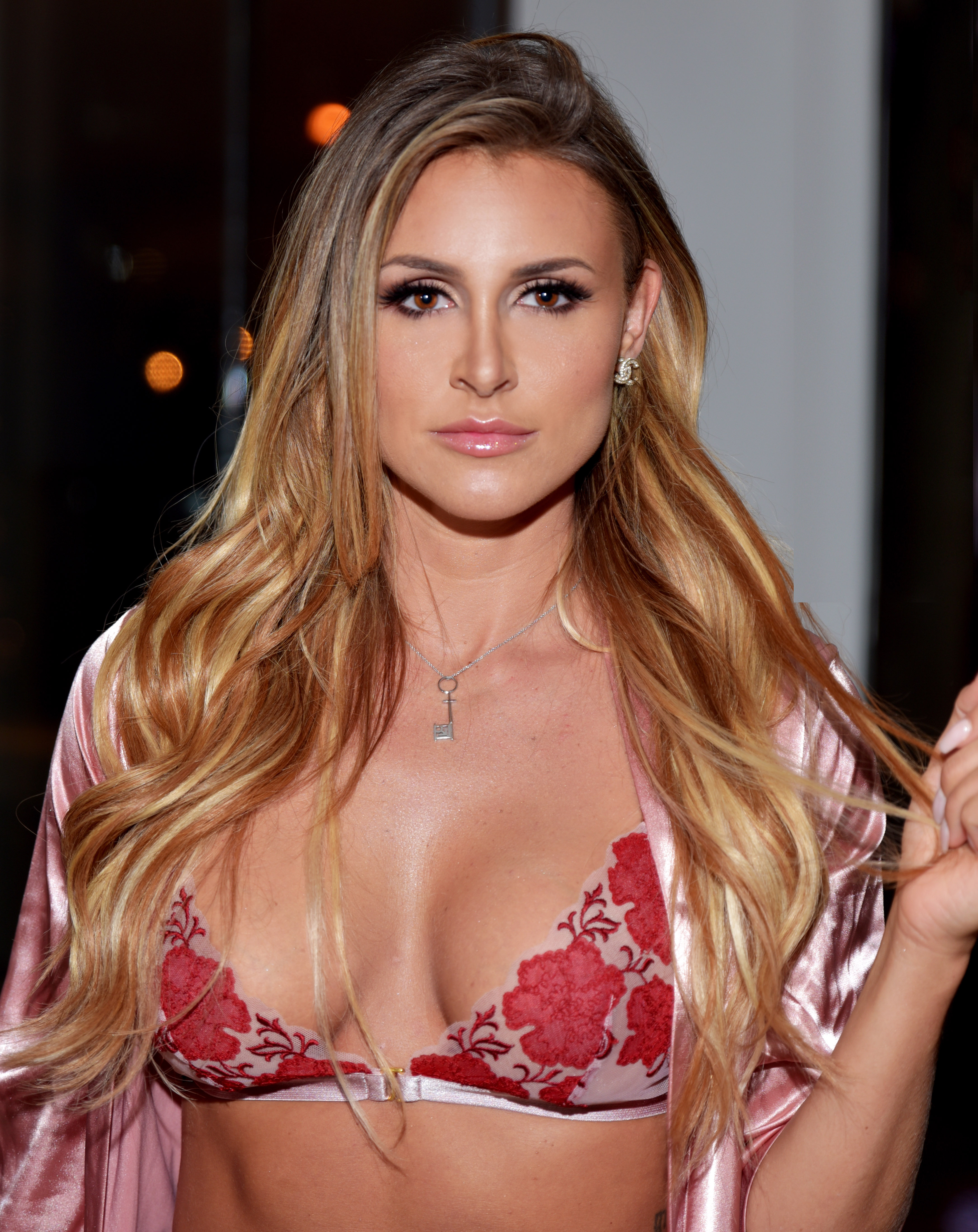
Элла Сильвер — Penthouse Pet ноября 2018 года

Список моделей, которые появились в американском издании журнала Penthouse и были названы «Любимицей месяца» (англ. Pet of the Month, POTM) и «Любимицей года» (англ. Pet of the Year, POTY) с сентября 1969 года по настоящее время. Pet of the Year, как правило, фигурируют в январском номере года, за который они были выбраны. В отличие от Playboy, модель Pet of the Year выбирают из числа моделей Pet of the Month, которые появлялись на разворотах журнала, выпущенного за период от 1 года до 3 лет. Ни одна модель Pet of the Year не была выбрана в 1985 году.

## Pets of the Month

### 1960-е годы
| Год  | Январь | Февраль | Март | Апрель | Май | Июнь | Июль | Август | Сентябрь      | Октябрь       | Ноябрь         | Декабрь     |
| ---- | ------ | ------- | ---- | ------ | --- | ---- | ---- | ------ | ------------- | ------------- | -------------- | ----------- |
| 1969 | —      | —       | —    | —      | —   | —    | —    | —      | Эвелин Тричер | Келли Маккуин | Улла Линдстром | Джанет Пирс |

### 1970-е годы
| Год  | Январь           | Февраль              | Март              | Апрель             | Май                | Июнь              | Июль               | Август                | Сентябрь              | Октябрь              | Ноябрь            | Декабрь         |
| ---- | ---------------- | -------------------- | ----------------- | ------------------ | ------------------ | ----------------- | ------------------ | --------------------- | --------------------- | -------------------- | ----------------- | --------------- |
| 1970 | Кэтрин Мэннеринг | Тамара Сантерра      | Ильзе Хазек       | Стефани Маклин     | Бенедикта Андерсен | Кристина Линдберг | Полли Энн Пендлтон | Франсуаза Паскаль     | Тина Макдауэлл        | Хейде Манн           | Франка Петров     | Дженнифер Ферс  |
| 1971 | Вива Хельцигер   | Кассандра Харрингтон | Лотти Гунтарт     | Джеки Симмонс-Джуд | Билли Рэйнбёрд     | Джози Троят       | Вида Фартинг       | Джуди Джонс           | Морин Ренцен          | Хелен Конт           | Линетта Асквит    | Линн Партингтон |
| 1972 | Патрисия Барретт | Кэрол Огастин        | Билли Дин         | Марианна Гордон    | Шэрон Бейли        | Невенка Дундек    | Лесли Харрисон     | Мариан Мэйлэм         | Изобель Гарсия Оробию | Джанет Данфи         | Анджела Адамс     | Линн Кэри       |
| 1973 | Мэгги Бёртон     | Карен Сатер          | Аврил Лунд        | Лесли Лия Барроу   | Сэнди Греко        | Пола Фрэнсис      | Синди Макди        | Лэйн Джексон Койл     | Аннека Ди Лоренцо     | Фрэнсис Кэнон        | Дебби Гриффин     | Сэнди Робертсон |
| 1974 | Клаудия Арена    | Беатрис Воглер       | Мари Экорре       | Нэнси Себастьян    | Брэнди Говард      | Алисия Джастин    | Барби Льюис        | Стэйси Кэмерон        | Дженис Кейн           | Лора Беннетт Дун     | Шэрон Лонгворт    | Кэти Грин       |
| 1975 | Джульет Моррис   | Лона Симпсон         | Сюзан Райдер      | Сигне Бергер       | Ава Галле          | Венди Блоджетт    | Джейн Харгрейв     | Маргарита Кордье      | Мишель Стивенс        | Анна Питерс          | Бонни Ди Уилсон   | Сюзан Уайд      |
| 1976 | Лаура Фэви       | Мартина ле Мовьель   | Джоан Уитти       | Сэнди Бернаду      | Сонни Смит         | Анна Гримвуд      | Хелен Лэнг         | Виктория Линн Джонсон | Доун Шоу              | Сюзанна Сэксон       | Кэролин Пэтсис    | Адриан Кинг     |
| 1977 | Мэрилин Коннор   | Бетси Харрис         | Иоланта фон Змуда | Шонна Линн         | Валери Рэй Кларк   | Доминик Мор       | Кристина Давре     | Барбара Корсер        | Люсия Сент-Анджело    | Синтия Гейнор        | Дебора Зулло      | Шерил Риксон    |
| 1978 | Кэрри Нельсон    | Лора Сторм           | Кармен Поуп       | Мэривин Робертс    | Анджела Хайер      | Коринн Альфен     | Барбара Энн        | Дженнифер Зейн        | Кейт Симмонс          | Вероника де Вальдене | Малия Редфорд     | Амбер Рэмси     |
| 1979 | Дастин Джексон   | Памела Роудс         | Шаста Линдстром   | Изабелла Ардиго    | Брианна Буджолд    | Линда Кларк       | Джейси Уэст        | Дайан Уэбер           | Джоанна Лейтем        | Тэмми Хилл           | Даниэлла Джинибре | Джуди Гиббс     |

### 1980-е годы
| Год  | Январь                | Февраль         | Март             | Апрель            | Май            | Июнь              | Июль           | Август            | Сентябрь        | Октябрь           | Ноябрь            | Декабрь            |
| ---- | --------------------- | --------------- | ---------------- | ----------------- | -------------- | ----------------- | -------------- | ----------------- | --------------- | ----------------- | ----------------- | ------------------ |
| 1980 | Тамара Капитас        | Линдсей Экерт   | Мэри Бесс Найт   | Энни Хокерсмит    | Моника Кэлин   | Даниэлла Денё     | Саманта Фэй    | Дайанна Джеймисон | Делия Коснер    | Кристен Кнутсен   | Бетси Добсон      | Ава Моне           |
| 1981 | Сьюзи Пей             | Бренда Холлидей | Дельфина Понти   | Шерри Моран       | Коди Кармак    | Анджела Джованни  | Мишель Бауэр   | Коринн Альфен     | Синтия Петерсон | Конни Линн Хэдден | Терри Армстронг   | Шейла Кеннеди      |
| 1982 | Джулия Перрейн        | Дивина Селеста  | Шэрон Эксли      | Мюриэль Руссо     | Ута Хокмайстер | Джейн Фельбер     | Лари Джонс     | Донна Барнс       | Ли Энн Ли       | Лори Л’Оранджер   | Николь Монроу     | Моник Габриэль     |
| 1983 | Кармен Поуп           | Лоретта Ибарра  | Грета Андерсон   | Вероник Джоли     | Линда Кентон   | Джанет Шарп       | Криста Саймон  | Шана Росс         | Рейчел Уэсли    | Надин Гринлоу     | Лейл Хансен       | Лиза Шульц         |
| 1984 | Коди Кармак           | Антония Ларсен  | Пола Энн Вуд     | Марсия Ракс       | Холли-О        | Кристианна        | Стэйси Коул    | Дебби Тейс        | Трейси Лордз    | Мари Эльман       | Минди Фаррар      | Анджела Мари Минео |
| 1985 | Ребекка Хилл          | Бриттани Дейн   | Кэролин Босанко  | Энди Ли           | Фаша           | Мелисса Вольф     | Филисс Партин  | Анджела Николас   | Кристин Дюпри   | Дженнифер Джеймс  | Карина Рагнарссон | Лори Бейкер        |
| 1986 | Сара Ремингтон-Грейвз | Сюзан Наполи    | Мишель Уокер     | Доминик Сент-Крус | Даллас Родди   | Сюзан Габриэльсон | Криста Пфанцер | Петти Муллен      | Джинджер Миллер | Жанна Адамс       | Бет Снайдер       | Джилл Шоунтай      |
| 1987 | Марго Чепмен          | Линда Джонсон   | Бриттани Морган  | Дженна Персод     | Мелисса Ли     | Конни Готье       | Лиза Мендоки   | Энди Брюс         | Стефани Пейдж   | Терри Ленэй Пик   | Лиза Брэдфорд     | Джанин Линдмалдер  |
| 1988 | Стефани Адамс         | Джоанн Шмерета  | Джеки Де Ла Крус | Делия Шеппард     | Келли Уайлд    | Лиза Дэвис        | Мики Хонза     | Лиза Эйтон        | Твайла Мартак   | Тэми Хоген        | Дебора Лауфер     | Кимберли Тейлор    |
| 1989 | Анелиз Несбитт        | Лола Андерс     | Санни Вудс       | Симона Бриджитт   | Венесуэла      | Катя Зайцек       | Сьюзи          | Сара Нортон       | Линн Джонсон    | Диана ван Гилс    | Микки Бреннер     | Кирстен Стюарт     |

### 1990-е годы
| Год  | Январь         | Февраль            | Март            | Апрель           | Май              | Июнь                 | Июль           | Август         | Сентябрь       | Октябрь        | Ноябрь             | Декабрь             |
| ---- | -------------- | ------------------ | --------------- | ---------------- | ---------------- | -------------------- | -------------- | -------------- | -------------- | -------------- | ------------------ | ------------------- |
| 1990 | Стэйси Линн    | Жюстин Делаханти   | Брэнди О        | Жаклин Уинфилд   | Жизель           | Эми Линн Бакстер     | Мари Дуарте    | Джони Чейни    | Линда Йохансен | Келли Джексон  | Барби Эштон        | Диана ван Лаар      |
| 1991 | Махалия Мария  | Тара Джексон       | Сэнди Корн      | Тереза Пресли    | Ронни Доун       | Джули Стрэйн         | Тенейл         | Райан Мэттьюз  | Саша Винни     | Памела Питерс  | Шэннон Уильямс     | Джин Карью          |
| 1992 | Стиви Джин     | Лесли Гласс        | Джейми Дион     | Робин Браун      | Жасмин           | Трейси Вульф         | Николь Симмонс | Тэмми Чепмен   | Шона Райан     | Шанель         | Алексис Кристиан   | Аня Йосефсен        |
| 1993 | Натали Леннокс | Джули К. Смит      | Натали Смит     | Шэрон Фицпатрик  | Джина Ламарка    | Саманта Филлипс      | Мишель Таннер  | Кайлина        | Энди Сью Ирвин | Стейси Моран   | Мелисса Макглатери | Левена Холмс        |
| 1994 | Бонита Сэйнт   | Тиффани Бёрлингейм | Мигнон Мэй Чемп | Андреа Маунтджой | Соня Макдэниел   | Тейлор Уэйн          | Дакота Саммерс | Алекс Тейлор   | Ли Андерсон    | Хайди Линне    | Вероника Гиллеспи  | Брэнди Ли Брэкстон  |
| 1995 | Лидия Шоун     | Эмма Никсон        | Линн Тёрнер     | Бриана Никлз     | Дарина Ваникова  | Элизабет Энн Хильден | Дианна Лаурен  | Лекси Лебланк  | Эшли Уильямс   | Шандра Ли      | Вероника Сэйдж     | Никки Тайлер        |
| 1996 | Эмеральд Харт  | Сабрина Уэст       | Дайан Томас     | Киа Делао        | Лексус Локлеар   | Джулия Гарви         | Селеста Джин   | Пейдж Саммерс  | Таня Руссоф    | Лиза Гейл      | Саманта Майклз     | Хизер Сент-Джеймс   |
| 1997 | Рейчел Арнотт  | Моник Нобрега      | Ники Сент-Гиллс | Хизер Келли      | Андреа Курц      | Дэйна Энн            | Елена Гилберт  | Рокси Ле Ру    | Рокки Роудс    | Мэйсон Маркони | Алексус Уинстон    | Джульет Кариага     |
| 1998 | Ева Мейджор    | Нанна Гибсон       | Анита Ринальди  | Хлоя Джонс       | Памела Петрокова | Келли Хавель         | Никита         | Эйми Свит      | Тамара         | Сильвия Сэйнт  | Селисса Энн        | Викка               |
| 1999 | Саманта Стюарт | Кэт Дэниелс        | Лия Мари Уиллис | Зденка Подкапова | Миль Энджел      | Анжелика Костелло    | Мелисса Людвиг | Клаудия Ловено | Алекса Лорен   | Девин Лейн     | Кей Си Тайлер      | Жаклин Мари Филлипс |

### 2000-е годы
| Год  | Январь          | Февраль        | Март              | Апрель         | Май            | Июнь              | Июль                | Август           | Сентябрь        | Октябрь          | Ноябрь           | Декабрь         |
| ---- | --------------- | -------------- | ----------------- | -------------- | -------------- | ----------------- | ------------------- | ---------------- | --------------- | ---------------- | ---------------- | --------------- |
| 2000 | Николь Марсиано | Тера Патрик    | Кайла Коул        | Кристи Тейлор  | Никки Андерсон | Трэйси Кармайкл   | Меган Мейсон        | Орхидея Керестеш | Ария Джованни   | Линн Томас       | Мерседес Линн    | Сьюзетт Спенсер |
| 2001 | Девон           | Джудит Девайн  | Санни Леоне       | Тайлер Рид     | Келли Мари     | Бриана Бэнкс      | Алекс Арден         | Ава Винсент      | Стефани Вуд     | Тиана Кай        | Мелисса Старр    | Шэйен Сильвер   |
| 2002 | Кэрри Джейкобс  | Кайли Райан    | Кортни Тейлор     | Ханна Харпер   | Клара Морган   | Виктория Здрок    | Надя Васи           | Джордан Уэст     | Джэсси Льюис    | Моника Хайкова   | Наталия Круз     | Кира Кенер      |
| 2003 | Мартина Уоррен  | Доминик Дейн   | Лилли Энн         | Яна Кова       | Виктория Бонн  | Лэнни Барби       | Сильвер Мун         | Сандра Шайн      | Шантель Фонтейн | —                | Анаис Александер | Анета Шмрхова   |
| 2004 | Дженна Джеймсон | —              | Кимбер Ли         | Джесси Капелли | Бриджита Кочиш | Тайлер Джейкобс   | Светла Лубова       | Монтана Бэй      | Джинджер Джоли  | Prinzzess        | Пич              | Эшли Робертс    |
| 2005 | Джейми Линн     | Эйвери Адамс   | Кристал Клейн     | Кессиа Райли   | Люси Теодорова | Валентина Вон     | Селеста Стар        | Пэрис Даль       | Джина Остин     | Мелисса Джейкобс | Рене Диас        | Белла Старр     |
| 2006 | Хизер Вандевен  | Чарли Лейн     | Дженнифер Эмерсон | Криста Айн     | Нева           | Шей Ларен         | Александрия Карлсен | Оливия Кент      | Мишель Рамос    | Кимберли Роджерс | Бри Линн         | Ханна Хилтон    |
| 2007 | Эрика Эллисон   | Сторми Дэниэлс | Бетси Мэй         | Эрика Кэмпбелл | Энди Валентино | Кимберли Уильямс  | Саша Грей           | Яна Джордан      | Жюстин Джоли    | Лакс Кэссиди     | Джейми Хаммер    | Эдриенн Мэннинг |
| 2008 | Тая Паркер      | Кали Тейлор    | Бри Олсон         | Алектра Блу    | Алексис Лав    | Дейзи Мэри        | Шона Ленэй          | Джессика Джеймс  | Кайден Кросс    | Джастин Джаро    | Одри Битони      | Тори Блэк       |
| 2009 | Тиган Пресли    | Лекси Блейд    | Ребека Линарес    | Вероника Риччи | Лекси Тайлер   | Кэгни Линн Картер | Теная               | Теная            | Тейлор Виксен   | Райан Кили       | Юми Кай          | Джейден Коул    |

### 2010-е годы
| Год  | Январь           | Февраль          | Март           | Апрель           | Май               | Июнь           | Июль          | Август          | Сентябрь       | Октябрь       | Ноябрь          | Декабрь      |
| ---- | ---------------- | ---------------- | -------------- | ---------------- | ----------------- | -------------- | ------------- | --------------- | -------------- | ------------- | --------------- | ------------ |
| 2010 | Джессика Уилсон  | Хейди Барон      | Елена Йенсен   | Никки Бенц       | Роксанна          | Ева Анджелина  | Лила Стар     | Маккензи Майлс  | Айсис Тейлор   | Нина Джеймс   | Феникс Мари     | Сабрина Мари |
| 2011 | Брин Бенсон      | Джуэлс Джейд     | Элла Милано    | Франческа Джеймс | Таша Рейн         | Эден Адамс     | Киара Дайан   | Джорджия Джонс  | Эмили Эддисон  | Дженна Роуз   | Малена Морган   | Наташа Найс  |
| 2012 | Дэни Дэниелс     | Бретт Росси      | Шанель Престон | Джина Линн       | Анджела Соммерс   | Алексис Форд   | Хизер Старлет | Николь Энистон  | Эйнсли Эддисон | Саманта Сэйнт | Адриана Луна    | Лили Лав     |
| 2013 | Марика Хейз      | Лейли Валлад     | Пресли Харт    | Уитни Вестгейт   | Лекси Белл        | Хейден Хоукенс | Наталья Старр | Наташа Старр    | Капри Каванни  | Кортни Кейн   | Валентина Наппи | Бри Беннетт  |
| 2014 | Элли Хейз        | Виктория Линн    | Бри Дэниелс    | Райан Райанс     | Жасмин Каро       | Джесси Эндрюс  | Скин Даймонд  | Лейла Син       | Джесси Джун    | Аидра Фокс    | Ариана Мари     | Мисти Стоун  |
| 2015 | Аспен Рэй        | Кенна Джеймс     | Ава Далуш      | Алекса Слусарчи  | Кендра Сандерленд | Дженна Айвори  | Томи Тейлор   | Саманта Бентли  | Дженна Рид     | Анна Ли       | Бэйли Рэйн      | Алекс Грей   |
| 2016 | Кристиана Чинн   | Дарси Дольче     | Блейк Иден     | Дженна Сатива    | Паулини           | Лили Айви      | Ноэль Моник   | Лана Роудс      | Мисти Лавлейс  | Миа Малкова   | Мэри Муди       | Блейк        |
| 2017 | Наоми Вудс       | Ума Джоли        | Райли Никсон   | Ники Скайлер     | Шарлотта Стокли   | Олив Гласс     | Манда Кэй     | Джина Валентина | Молли Стюарт   | Аюми Аниме    | Лина Андерсон   | Ева Ловия    |
| 2018 | Алекс Де Ла Флор | Жизель Палмер    | Алекса Грейс   | Шайла Дженнингс  | Сабина Руж        | Скарлетт Сэйдж | Ли Рэйвен     | Слоун Харпер    | Джианна Диор   | Айви Вульф    | Элла Сильвер    | Алина Лопес  |
| 2019 | Жизель Линн      | Анна Лиза Вагнер | Джей Мари      | Отем Фоллс       | Эмили Уиллис      | Эдди Эндрюс    | Ора Янг       | Саванна Сикс    | Наоми Суонн    | Лив Уайлд     | Лэйси Леннон    | Анни Аврора  |

### 2020-е годы
| Год  | Январь      | Февраль        | Март           | Апрель          | Май          | Июнь         | Июль            | Август         | Сентябрь      | Октябрь       | Ноябрь           | Декабрь        |
| ---- | ----------- | -------------- | -------------- | --------------- | ------------ | ------------ | --------------- | -------------- | ------------- | ------------- | ---------------- | -------------- |
| 2020 | Банни Колби | Габби Картер   | Меган Стэнфилл | Вайолет Саммерс | Эмма Хикс    | Джазмин Лав  | Николь Вон      | Куинн Уайлд    | Кензи Мэк     | Саттин        | Кензи Энн        | Блейк Блоссом  |
| 2021 | Ванна Бардо | LaSirena69     | Лэйси Лондон   | Райли Энн       | Тру Кайт     | Харли Лоттс  | Скай Уандерленд | Шери Ноэль     | Каролина Уайт | Анджела Уайт  | Ханна Картер     | Эмбер Мари     |
| 2022 | Сью Пуи Йи  | Талия Пэрис    | Сторми Майя    | Лорен Энн Смит  | Триппи Бри   | Алекс Кэй    | Дестини Роуз    | Эшли Скайс     | Кейли Киллион | Линси Донован | Вероника Перассо | Эмбер Роуз     |
| 2023 | Рене Олстед | Миа Хаффман    | Брайона Эшли   | Лив Фитт        | Лекси Чей    | Элис Ирвинг  | Миа Вентура     | Николь Сноу    | Алисса Поузи  | Рокси Шоу     | Обри Лавлейс     | Софи Саммерс   |
| 2024 | Корри И     | Энджел Дриминг | Кэсси Уоллис   | Элли Клатч      | Кэрин Бомонт | Адрианна Ивс | Отем Рен        | Грейс Элизабет | Кира Джексон  | Алли Кэт      | Кристал Харпер   | GraceWearsLace |
| 2025 | Брук Тилли  | Зои Луна       | Иззи Грин      | Леннон Элизабет | Белла Вонт   | Кира Шайн    | Шарна Бекман    | Хейзел Уинтерс | TBA           | TBA           | TBA              | TBA            |

## Pets of the Year
| 1970-е годы     | 1970-е годы      | 1970-е годы    | 1970-е годы      | 1970-е годы    | 1970-е годы       | 1970-е годы      | 1970-е годы           | 1970-е годы     | 1970-е годы     |
| 1970            | 1971             | 1972           | 1973             | 1974           | 1975              | 1976             | 1977                  | 1978            | 1979            |
| --------------- | ---------------- | -------------- | ---------------- | -------------- | ----------------- | ---------------- | --------------------- | --------------- | --------------- |
| Эвелин Тричер   | Стефани Маклин   | Тина Макдауэлл | Патрисия Барретт | Аврил Лунд     | Аннека Ди Лоренцо | Лора Беннетт Дун | Виктория Линн Джонсон | Доминик Мор     | Шерил Риксон    |
| 1980-е годы     |                  |                |                  |                |                   |                  |                       |                 |                 |
| 1980            | 1981             | 1982           | 1983             | 1984           | 1985              | 1986             | 1987                  | 1988            | 1989            |
| Изабелла Ардиго | Даниэлла Денё    | Коринн Альфен  | Шейла Кеннеди    | Линда Кентон   | —                 | Коди Кармак      | Минди Фаррар          | Петти Муллен    | Джинджер Миллер |
| 1990-е годы     |                  |                |                  |                |                   |                  |                       |                 |                 |
| 1990            | 1991             | 1992           | 1993             | 1994           | 1995              | 1996             | 1997                  | 1998            | 1999            |
| Стефани Пейдж   | Симона Бриджитт  | Жизель         | Джули Стрэйн     | Саша Винни     | Джина Ламарка     | Энди Сью Ирвин   | Элизабет Энн Хильден  | Пейдж Саммерс   | Ники Сент-Гиллс |
| 2000-е годы     |                  |                |                  |                |                   |                  |                       |                 |                 |
| 2000            | 2001             | 2002           | 2003             | 2004           | 2005              | 2006             | 2007                  | 2008            | 2009            |
| Джульет Кариага | Зденка Подкапова | Меган Мейсон   | Санни Леоне      | Виктория Здрок | Мартина Уоррен    | Джейми Линн      | Хизер Вандевен        | Эрика Эллисон   | Тая Паркер      |
| 2010-е годы     |                  |                |                  |                |                   |                  |                       |                 |                 |
| 2010            | 2011             | 2012           | 2013             | 2014           | 2015              | 2016             | 2017                  | 2018            | 2019            |
| Тейлор Виксен   | Никки Бенц       | Дженна Роуз    | Николь Энистон   | Лекси Белл     | Лейла Син         | Кенна Джеймс     | Дженна Сатива         | Джина Валентина | Джианна Диор    |
| 2020-е годы     |                  |                |                  |                |                   |                  |                       |                 |                 |
| 2020            | 2021             | 2022           | 2023             | 2024           |                   |                  |                       |                 |                 |
| Лэйси Леннон    | Кензи Энн        | Эмбер Мари     | Талия Пэрис      | Рене Олстед    |                   |                  |                       |                 |                 |